# Хайрул Танджунг
Хайрул Танджунг (индон. Chairul Tanjung) (род. 16 июня 1962 года, Джакарта) — индонезийский предприниматель и государственный деятель. Министр-координатор (член правительства, курирующий несколько министерств) по вопросам экономики Индонезии (с 2014). Основатель и действующий руководитель группы компаний CT Corp. По данным журнала Forbes, находится на пятом месте в списке богатейших людей Индонезии.

## Биография
Родился 16 июня 1962 года в Джакарте. Окончил стоматологический факультет Университета Индонезия. По национальности — частично батак, частично минангкабау.
В 1989 году, совместно с известным японским предпринимателем Акио Морита, основал группу компаний CT Corp; CT в названии фирмы указывает на инициалы Хайрула Танджунга. Ныне в состав CT Copr входят Банк Мега, Банк Мега Шариах, медиакорпорация Trans Corp, владеющая рядом национальных телеканалов, CT Global Recources, занимающаяся сельским хозяйством и энергетикой, а также ряд других компаний. Кроме того, Хайрул Танджунг владеет частью акций национальной авиакомпании Garuda Indonesia.
С 2000 по 2004 год возглавлял Ассоциацию бадминтона Индонезии (индон. Persatuan Bulu Tangkis Seluruh Indonesia). 13 мая 2014 года назначен министром-координатором по вопросам экономики вместо Хатты Раджасы, ушедшего в отставку в связи с выдвижением своей кандидатуры на президентских выборах.
В 2012 году, к своему пятидесятилетию, выпустил автобиографию «Хайрул Танджунг: ребёнок-маниока» (индон. Chairul Tanjung Si Anak Singkong.

## Семья
Имеет двух детей: дочь Путри Индахсари (индон. Putri Indahsari) и сына Рахмата Двипутра (индон. Rahmat Dwiputra).